# Francis Joyon
Francis Joyon, né le 28 mai 1956 à Hanches (Eure-et-Loir), est un navigateur français revendiquant être un « Beauceron sur la mer ». Il commence sa carrière de coureur au large en 1988 et participe à sa première Route du Rhum en 1990. En 2000, il remporte sa première grande épreuve à l'occasion de la Transat anglaise.
En 2004, il est le premier marin à boucler sans escale un tour du monde sur multicoque en solitaire. En 2008, il reprend le record à Ellen MacArthur et devient le nouveau détenteur du record du tour du monde à la voile en solitaire en 57 jours 13 h 34 min 6 s, sur le trimaran Idec, avant que ce record ne soit battu en 2016, le jour de Noël par Thomas Coville sur Sodebo Ultim' qui boucle son tour du monde en moins de cinquante jour, puis par François Gabart établit en 42 jours 16 h 40 min 35 s. Il remporte ensuite de nombreux records océaniques, devenant l'un des meilleurs spécialistes.
Le 26 janvier 2017, Francis Joyon et ses cinq hommes d'équipage s'emparent du nouveau record du tour du monde à la voile en équipage en 40 jours 23 h 30 min 30 s sur le trimaran Ultime IDEC Sport. Il s'empare ainsi du Trophée Jules-Verne, détenu jusqu'alors par Loïck Peyron et ses treize membres d'équipage sur Maxi Banque Populaire V améliorant au passage la marque de plus de quatre jours.
Le 11 novembre 2018, au terme d'une arrivée très serrée avec François Gabart, qu'il dépasse à la sortie du canal des Saintes, il remporte la Route du Rhum pour sa septième participation, avec sept minutes d'avance sur son poursuivant.
Francis Joyon demeure depuis dans le Morbihan à Locmariaquer un lieu abrité du Golfe du Morbihan.

## Biographie

### Débuts sur la Route du Rhum et victoire sur la transat anglaise (1988-2003)
Francis Joyon naît à Hanches, village près d'Épernon où il fait ses classes à la communale. Enfant, il est proche de la nature qu'il découvre dans la vallée de la Drouette. Moniteur aux Glénans et convoyeur, il forge son expérience sur des voiliers disparates. Sa vie change quand, dans le port de la Trinité-sur-Mer, il décide de réhabiliter les deux flotteurs du catamaran Elf Aquitaine. Il est inconcevable pour lui que ces deux pièces majeures d'un voilier puissent agoniser dans le port. En rachetant d'autres pièces de récupération, Joyon fabrique ainsi un nouveau bateau sans démarcher des sponsors.
En 1990, il participe pour la première fois à la Route du Rhum à bord du trimaran BPO (Banque-Populaire de l'Ouest) dont les pièces et la fabrication sont issues de divers autres voiliers. Son bateau mesure 20,8 m de long. Malgré la limitation de taille de 18,28 m les organisateurs autorise les bateaux un peu plus grand mais plus anciens à prendre le départ sur dérogation. Néanmoins, les officiels annoncent quelques jours avant le départ que la dérogation n'est plus effective. Francis Joyon est alors contraint de couper les flotteurs de son bateau pour le raccourcir. Malgré ce contretemps, le Français prend part à la course et termine à la dixième place en Guadeloupe.
De 1988 à 2000, il demeure dans l'étrave de la victoire. Sur son premier bateau puis sur Banque populaire, racheté sans voiles ni mâture en s'endettant, il collectionne les places d'honneur et les podiums dans les plus grandes courses comme la Route de la découverte, la Route du Rhum, la course de l'Europe, la Transat anglaise, la Transat Jacques-Vabre, Québec-Saint-Malo ou encore la Route des Phares.
En 2000, sa première victoire est liée à son Eure-et-Loir natale. Se retrouvant sans partenaires après son divorce avec la Banque populaire, le Conseil général d'Eure-et-Loir sponsorise durant quatre ans son trimaran aidé par le CODEL. Le départ de la Transat anglaise est donné à Plymouth. Durant les trois premiers jours, Joyon n'est pas loin d'Alain Gautier qui domine la course. Lors d'une nuit de tempête, l'Eurélien prend la tête. Après avoir conservé la tête devant Franck Cammas, Marc Guillemot et Gautier, Joyon bat le record de l'épreuve en 9 jours 23 heures et 21 minutes.
En 2002, Francis Joyon est au départ de la Route du Rhum. Mais le golfe de Gascogne lui est fatal. Il passe plusieurs heures dans sa cabine en attendant les sauveteurs. Ensuite, lui et Eure-et-Loir enchaînent les succès notamment au Tour de l'Île de Wight (2001, 2003 et 2004) puis un autre à la Fastnet Race (2001).

### Records successifs (2004-2014)
Il bat, en 2004 avec son nouveau trimaran géant, le record du tour du monde en solitaire, en 72 jours, 22 heures, 54 minutes et 22 secondes,. Il améliore de 20 jours le précédent record et devient aussi le premier marin au monde à boucler un tour du monde sur multicoque sans escale,,. Il barre le trimaran de 27,4 mètres Idec (ancien Sport Élec d'Olivier de Kersauson), et a réalisé une moyenne de 15,5 nœuds. Cet exploit est reconnu internationalement ; lors de la conférence de presse Rodney Pattisson, double champion olympique anglais de voile, lui offre une de ses médailles d'or en lui disant : « Je n'ai rien de plus précieux, et je n'ai pas de meilleure façon d'exprimer mon admiration ». Quelques mois plus tard, Ellen MacArthur bat ce record.
Le 6 juillet 2005, Francis Joyon bat le record de la traversée de l'Atlantique nord à la voile en solitaire, toujours sur Idec avec un temps de 6 j 4 h 1 min et 37 s. Il bat le record établi par Laurent Bourgnon, onze ans plus tôt. Pendant cette traversée, il bat également le record de la plus grande distance sur 24h en solitaire en parcourant 543 milles nautique lors de la journée du 3 juillet. Le 7 juillet 2005, lors du convoyage retour vers sa base, Idec sous pilote automatique et voilure réduite s'échoue sur les rochers de la pointe de Penmarch ; Francis Joyon, épuisé par son record dormait à ce moment-là et n'a pas senti la défaillance du pilote automatique. Le trimaran n'a pu être récupéré.

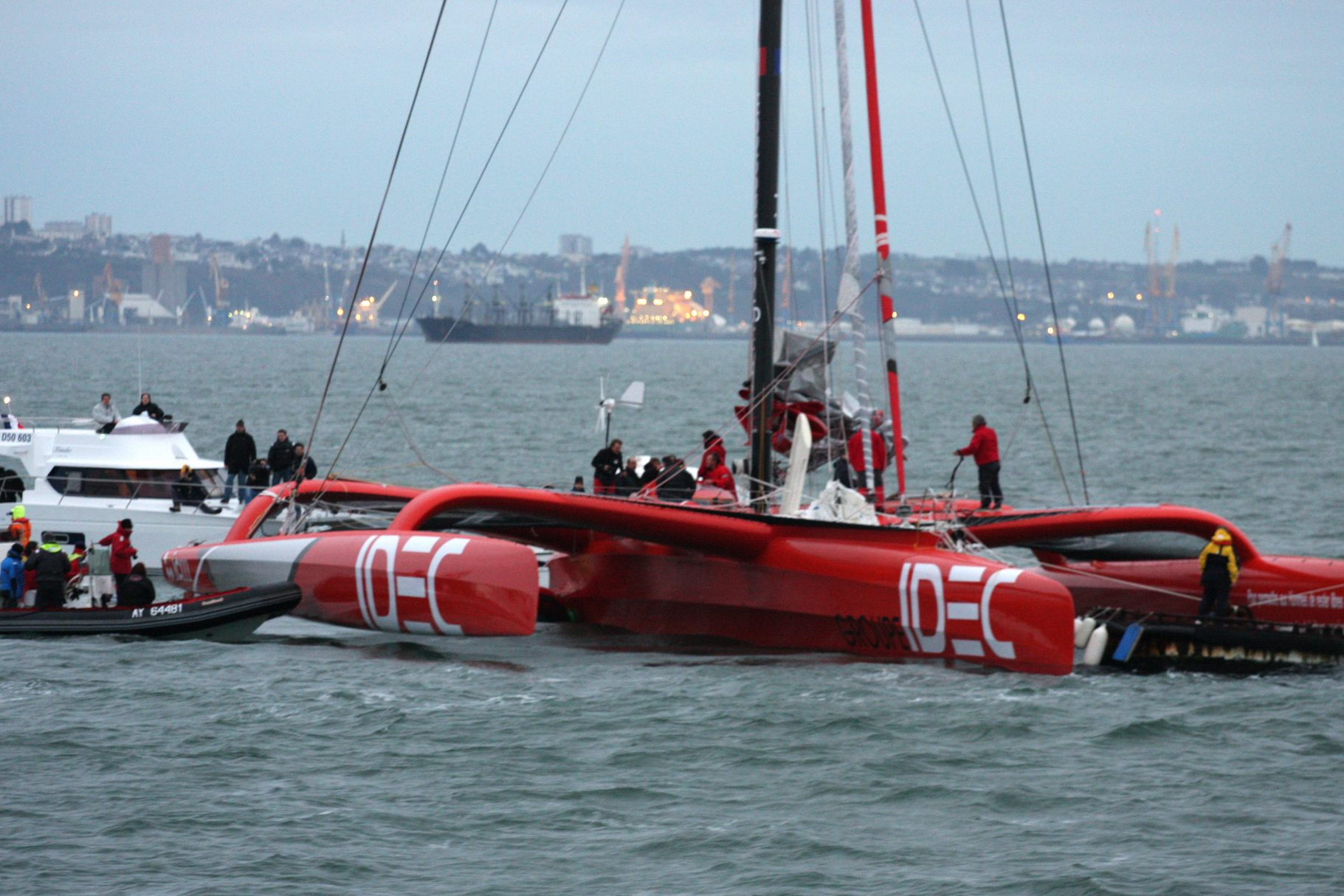
Francis Joyon au mouillage devant Brest, avant de rejoindre le port, le dimanche 20 janvier 2008.

Toujours sponsorisé par le groupe IDEC, il fait construire en 2006 un nouveau trimaran de 29,70 m, sur les plans de Nigel Irens, et construit chez Marsaudon Composites à Lorient. Le vendredi 23 novembre 2007 à 11 h 5 min 52 s (heure française), à bord du nouveau trimaran Idec, il s'élance de Brest dans une nouvelle tentative de record du tour du monde à la voile en solitaire. Pour battre le record d'Ellen MacArthur, Francis Joyon doit revenir avant le dimanche 3 février 2008 à 1 h 23 min 25 s (HF). En cours de route, il établit plusieurs nouveaux record intermédiaires,,,. Le 19 janvier 2008 à 23 h 39 UTC, il coupe la ligne d'arrivée à l'entrée du goulet de Brest. Il bat ainsi le Record du tour du monde à la voile en solitaire en 57 jours 13 heures 34 minutes 6 secondes,,. Il pulvérise le précédent record d'Ellen MacArthur de 14 jours 44 minutes 27 secondes et établit le deuxième meilleur chrono de tous les temps derrière le maxi catamaran Orange II, skippé par Bruno Peyron et ses quatorze hommes d'équipage,. Il est le seul à l'avoir battu à deux reprises.
Il est désigné Marin de l'année 2008 par la Fédération française de voile, le 8 décembre 2008.
En 2010, Francis Joyon complète son palmarès avec une deuxième place à la route du Rhum.
On retrouve Joyon en 2013 avec des nouveaux records en solitaire sur la Route de la découverte puis sur la traversée de l'Atlantique nord à la voile.

### Record sur le Trophée Jules-Verne et victoire sur la Route du Rhum avecIDEC Sport(depuis 2015)
En 2015, il réalise un nouveau record sur la traversée de l'océan Indien. En fin d'année, le 22 novembre, il part pour le Trophée Jules-Verne sur IDEC Sport. Il coupe la ligne d'arrivée à Ouessant après 47 jours, 14 heures, 47 minutes et 38 secondes, réalisant ainsi la troisième meilleure performance de tous les temps sur le Trophée Jules-Verne, améliorant de dix-sept heures le record du bateau (établi avec Franck Cammas et ses neuf hommes d'équipage en 2010, contre cinq pour Joyon). Il s'exprime sur sa traversée : « Il y en a eu beaucoup, des grands moments ! Je retiendrai un grand classique : le passage au cap Horn dans des conditions de mer très agréables et une lumière extraordinaire. Mais l’essentiel c’est le plaisir en équipage ! On a vraiment bien fonctionné ensemble, on s’est bien entendus. Nous étions assez complémentaires : nous étions plusieurs navigateurs solitaires embarqués ensemble sur un bateau d’équipage et ça a fait un bon mélange. On s’est donnés énormément sur le bateau, encore la nuit dernière, où il y a eu des grains à 48 noeuds. J’ai la voix un peu fatiguée mais c’est vrai que la nuit a été sans aucun repos à manœuvrer sans cesse dans des grains, à se bagarrer, mais on faisait tout avec bonne humeur, avec plaisir ! Un moment cette nuit, Bernard a été projeté violemment à travers le bateau, c’était vraiment brutal. Repartir ? Si on pouvait refaire une navigation en équipage avec ce bateau ce serait volontiers ensemble, oui ! On est tous sur un sentiment très positif par rapport à ça ! » Le 20 novembre 2016, il repart sur IDEC Sport pour le Trophée Jules-Verne, mais une avarie contraint le trimaran à faire demi-tour le 27 novembre. Il repart, le 16 décembre, avec Sébastien Audigane, Clément Surtel, Gwénolé Gahinet, Alex Pella et Bernard Stamm ; améliore à cinq reprises les différents passages intermédiaires et remporte finalement le Trophée en passant la ligne le 26 janvier 2017, bouclant la circumnavigation en 40 jours, 23 heures, 30 minutes et 30 secondes,,
En 2018, Francis Joyon s'aligne sur la Route du Rhum à la barre d'IDEC Sport, multicoque de la catégorie Ultime double tenant du titre. La course vire rapidement à l'hécatombe, si bien qu'il est en duel avec François Gabart sur Macif pour la victoire. Alors qu'il avait 165 min de retard sur François Gabart avant d'arriver à la Tête à l'Anglais le vendredi après-midi précédant l'arrivée, Joyon parvient à dépasser Gabart dans la sortie du canal des Saintes à seulement 13 min de la ligne d'arrivée puis à franchir cette dernière en tête, 7 min 8 s devant son adversaire,,. Francis Joyon remporte ainsi sa première Route du Rhum à l’âge de 62 ans et pour ce qui est sa 7e participation. Il établit au passage un nouveau record du parcours.
Sur les pontons, il déclare : « C'était vraiment une course extraordinaire. Le fait de tactiquer avec François, c'était vraiment passionnant. » Concernant les derniers milles nautiques, il ajoute : « Je me suis rendu compte que je pouvais gagner 1 minute 30 avant l’arrivée. Mais avant ça, j’ai cru que François allait me repasser parce qu’il allait beaucoup plus vite avec son code zéro. C’est vrai que ça a été un moment de grande inquiétude parce que je le voyais revenir comme un avion. J’avais l’impression de rééditer un petit peu l’arrivée de Mike Birch pour qui j’ai beaucoup d’admiration. » Enfin, il s'exprime sur sa course et sur la manière dont il a navigué : « J’ai l’impression d’avoir été plus loin que d’habitude. Là j’ai trouvé des stratégies de sommeil où j’arrivais à récupérer en quelques petits instants de temps en temps et du coup je ne me suis pas mis dans le rouge complètement. Mais c’est vrai qu’en matière de navigation un peu sauvage, les deux premiers jours c’était vraiment très très sauvage. Et je comprends qu’il y ait eu beaucoup de bateaux cassés parce qu’il fallait réussir à passer sans casser le bateau et j’ai failli plusieurs fois casser le bateau moi aussi […]. Le trajet a été difficile, même en croyant avoir du beau temps dans les alizés, on avait des passages de grains assez violents. Les changements de voile étaient difficiles, le bateau était brutal, c’était sportif. C’est ce qu’on venait chercher mais cela restait des moments délicats. Je suis dézingué au niveau auditif car le bateau était en vibration et en sifflement constant. »

## Palmarès

### Records en solitaire sur multicoque
- 2004 :
  - Record du tour du monde à la voile : 72 j 22 h 54 min et 22 s (et premier marin à boucler -sans escale- un tour du monde en solitaire sur multicoque; auparavant Colas, Monnet et Kersauson avaient dû faire escale). Temps battu depuis par Ellen MacArthur en 2005 et par Francis Joyon lui-même en 2008.
  - Record sur la Route de la découverte, (Cadix–San Salvador) : 11 j 3 h 17 min et 20 s Amélioré par Thomas Coville en 2005 puis par Francis Joyon, à nouveau, en 2008.
- 2005 :
  - Record de distance à la voile en 24 heures : 542,7 milles.
  - Record de la traversée de l'Atlantique nord à la voile, (New York – Cap Lizard) : 6 j 4 h 1 min et 37 s Battu par Thomas Coville, en 2008, en 5 j 19 h 29 min et 20 s.
- 2007 :
  - Record de la traversée de la Manche : 6 h 23 min et 36 s (record en cours)
  - Record de distance à la voile en 24 heures : 616,07 milles.
  - Record Brest–Équateur à la voile[9] (meilleur temps que les bateaux en équipage) : 6 j 16 h et 58 min
  - Record Cap de Bonne-Espérance–Cap Leeuwin[11] à la voile (meilleur temps que les bateaux en équipage) : 7 j 8 h et 12 min
  - Record de l'océan Indien à la voile : 9 j 12 h et 3 min
  - Record Brest–Cap de Bonne-Espérance à la voile : 15 j 7 h et 16 min[10],[29]
  - Record de l'océan Pacifique à la voile : 10 j 14 h et 25 min
- 2008 :
  - Record du tour du monde à la voile : 57 j 13 h 34 min et 6 s[12].
  - Record sur la Route de la découverte, (Cadix–San Salvador) : 9 j 20 h 35 min et 3 s. Il améliore de plus d'une journée ce propre record en 2013.
- 2009 :
  - Record sur le parcours de La Mauricienne, (Port-Louis (Morbihan) (France) – Port-Louis (Maurice) (île Maurice)) (symbolisant la route de la compagnie des Indes Française) sur le trimaran IDEC : 26 j 4 h 13 min et 29 s[30]. Il améliore ce record en 2019.
- 2012 :
  - Record de distance à la voile en 24 heures[31] : 668 milles; soit 27,83 nœuds de moyenne. Battu par Armel Le Cléac'h, en 2014, 673 milles; soit 28,20 nœuds de moyenne.
- 2013 :
  - Record sur la Route de la découverte, (Cadix–San Salvador) : 8 j 16 h 7 min et 5 s[32]. Il améliore de plus d'une journée son propre record. Battu par Armel Le Cléac'h, en 2014 : 6 j 23 h 42 min et 18 s.
  - Record de la traversée de l'Atlantique nord à la voile, (New York – Cap Lizard)[33] : 5 jours, 2 heures, 56 minutes et 10 secondes.
- 2014 :
  - Record de la Route de l'Amitié, (Bordeaux – Rio de Janeiro) : 13 j 3 h 5 min et 19 s. (temps de référence et record en cours).
- 2017 :
  - Record de la traversée de l'Atlantique nord à la voile, (New York – Cap Lizard) : 5 j 2 h et 7 min.
- 2018 :
  - Record de la Route du Rhum : 7 j 14 h 21 min et 47 s.
- 2019 :
  - Record sur le parcours de La Mauricienne, (Port-Louis (Morbihan) – Port-Louis (Maurice)) : 19 j 18 h 14 min et 45 s[34]. Il bat de six jours son propre temps de référence[35]

### Records en équipage sur multicoque
- 2015 :
  - Record de la traversée de l'océan Indien : 6 jours 23 heures et 4 minutes (temps de référence WSSRC) lors d'une tentative infructueuse de gagner le trophée Jules-Verne.
- 2019 :
  - Record sur le parcours de Port-Louis (Maurice) – Hô Chi Minh-Ville : 12 j 20 h 37 min et 55 s (record en cours). Il établit un premier temps de référence.
  - Record sur le parcours d'Hô Chi Minh-Ville – Shenzhen : 2 j 20 h 28 min et 50 s (record en cours). Il établit un premier temps de référence.
- 2020 :
  - Record de la route du Thé entre Hong Kong et Londres avec Bertrand Delesne, Christophe Houdet, Antoine Blouet et Corentin Joyon, sur le trimaran Ultime IDEC Sport : 31 jours 23 heures 36 minutes et 46 secondes[36], battant le précédent record de plus de 4 jours, et divisant quasiment par 3 le temps de navigation des grands clippers sur cette route historique[37].

### Record du Trophée Jules-Verne 2016-2017
Lors de leur tentative de 2016 dans le cadre du Trophée Jules-Verne, Francis Joyon et son équipage battent le record jusqu’alors détenu par Loïck Peyron et l’équipage du maxi trimaran Banque populaire V, ainsi que de nombreux records intermédiaires : quatre sont officialisés et font l’objet de records dûment certifiés par le WSSRC. Ce record tient encore en 2024, ce qui en fait le plus long détenteur de l’histoire du Trophée Jules Verne.

#### Reprise et optimisation deGroupama 3
Francis Joyon prend possession du trimaran Groupama 3 le 2 octobre 2015, après trois semaines de chantier chez Multiplast, à Vannes. Il fait le choix d'une configuration intermédiaire entre la puissance initiale et le gréement réduit pour des courses en solitaire. Plus proche de la légèreté, de la simplicité, de l'ergonomie et de la fiabilité recherchée en solitaire, au prix d'une moindre polyvalence en particulier dans le petit temps, les choix de Joyon paieront lors de ses deux passages dans les mers du sud fin 2015 puis fin 2016, avec de nombreux records à la clé.

#### Contexte des nombreux records battus
Ils réalisent une traversée très rapide des mers du sud et notamment de l'océan Indien, parcourant 8 091,73 milles en 10 jours, soit 809 milles par jour. Cet épisode a commencé à l'avant du front d'une dépression qui s'est déplacée à une vitesse correspondant au potentiel du bateau depuis le large de l'Amérique du Sud jusqu'à l'océan Pacifique. Pendant 12 jours, le vent reste orienté sur l’arrière bâbord du bateau, soufflant en permanence à plus de 30 nœuds, une configuration idéale pour les records de vitesse. Selon l’état de la mer, les vitesses de pointe oscillent entre 38 et 44 nœuds. Du fait d'une mer creuse et mal rangée, leur vitesse redescend temporairement (29 nœuds et 700 milles/24h) avant une nouvelle accélération les faisant repasser au-dessus de la barre des 800 milles parcourus quotidiennement.
Après avoir dépassé la Nouvelle-Zélande et l'antiméridien, navigué bâbord amures sur 205 degrés de longitude (de 25 degrés ouest à l'antiméridien) dans les mers du sud, Francis Joyon et son équipage finissent par empanner dans la transition entre deux dépressions, et parviennent à rattraper le système météo qui les précède sur l'océan Pacifique, repartant à plus de 30 nœuds de moyenne journalière vers le cap Horn.
Francis Joyon double le Cap Horn, 16 jours après avoir accroché la première dépression au large de l'Amérique du Sud, et après une trajectoire de près de 12 000 milles au-dessus de 30 nœuds de moyenne (730,16 milles/24 h sur 16 jours contre). Il signe alors une progression des performances entre 30 et 40 % par rapport au record à battre de Loïck Peyron cinq ans plus tôt. Quittant les mers du sud avec une avance de 4 jours 6 heures 35 minutes sur le précédent record de Loïck Peyron, Francis Joyon et son équipage ont repris l'équivalent de 2 800 milles, soit une moyenne de 150 milles de mieux par jour que le record précédent à l'occasion de cet épisode.
Les conditions météorologiques ont permis d'optimiser le parcours: 26 412 milles couverts sur le fond, à la moyenne de 26,85 noeuds, pour une route théorique de 22 461 milles nautiques. Banque populaire V avait du couvrir quasiment 2 600 milles de plus (29 002 milles).
Il arrive le 26 janvier 2017 avec un nouveau record du tour du monde à la voile en équipage en 40 jours 23 heures 30 minutes et 30 secondes. Ce record tient encore en 2024, ce qui en fait le plus long détenteur de l’histoire du Trophée Jules Verne.

#### Records de distance parcourue battus pendant la campagne
Alors que la meilleure journée du précédent record de Loïck Peyron fut l'unique journée au-dessus de 800 milles de son record (811 milles sur 24 heures, soit 33,79 nœuds de moyenne), Francis Joyon maintient une vitesse au-dessus des 800 milles quotidiens pendant 10 jours consécutifs.
Il améliore ainsi un grand nombre de record de progression par un voilier sur une période donnée :
| Référence                      | Date de début               | Distance (milles) | Vitesse (nœuds) | Vitesse (milles/24 h) |
| ------------------------------ | --------------------------- | ----------------- | --------------- | --------------------- |
| Meilleure journée              |                             | 0 894             | 37,3            | 894                   |
| Meilleures 48 h                | 28 décembre 2016 3 h 30 UTC | 01 748,2          | 36,42           | 874,1                 |
| Meilleures 72 h                | 30 décembre 2016 3 h 30 UTC | 02 617,7          | 36,36           | 872,57                |
| 4 meilleurs jours consécutifs  | 27 décembre 2016 3 h 30 UTC | 03 477,4          | 36,22           | 869,35                |
| 5 meilleurs jours consécutifs  | 27 décembre 2016 12 h UTC   | 04 312,57         | 35,94           | 862,51                |
| 6 meilleurs jours consécutifs  | 27 décembre 2016 0 h UTC    | 05 104,16         | 35,45           | 850,7                 |
| 8 meilleurs jours consécutifs  | 26 décembre 2016 18 h UTC   | 06 525,14         | 33,99           | 815,64                |
| 10 meilleurs jours consécutifs | 26 décembre 2016 18 h UTC   | 08 091,73         | 33,71           | 809,17                |
| 12 meilleurs jours consécutifs | 26 décembre 2016 18 h UTC   | 09 369,03         | 32,53           | 780,75                |
| 16 meilleurs jours consécutifs | 26 décembre 2016 18 h UTC   | 11 682,62         | 30,42           | 730,16                |

Les données ci-dessus proviennent du site officiel d'IDEC sport mais la page n'est plus accessible.

#### Autres records battus pendant la campagne
- Record de la remontée de l'Atlantique Nord : 5 j 19 h 21 min (7 j 10 h 58 min ou 25 % de plus pour Loïck Peyron lors du record de 2011)

### Résultats dans les courses à la voile

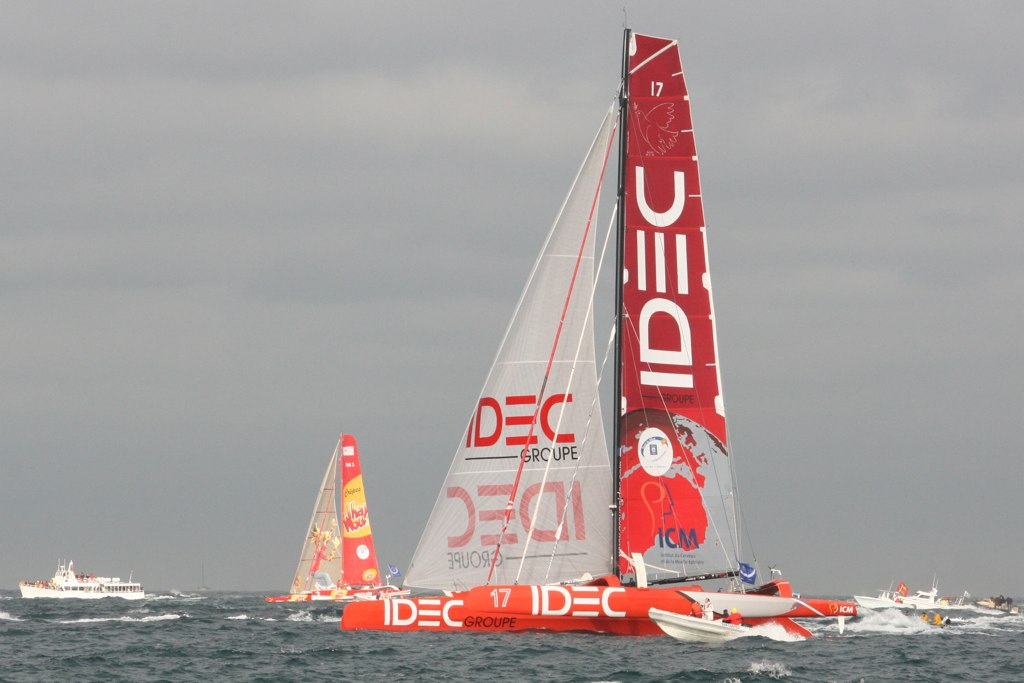
IDEC sous voiles au départ de la Route du Rhum 2010.

- 1988 : 3e de la Route de la découverte sur IB Express
- 1990 : 10e de la Route du Rhum sur BPO (Banque-Populaire de l'Ouest), en 17 j 13 h 14 min
- 1991 : 5e de la course de l'Europe sur Ker-cadelac
- 1992 : 3e de la Transat anglaise (Transat Europe 1 Newman Star, Plymouth-Newport), sur le Trimaran 60 Banque populaire, en 12 j 9 h 14 min
- 1993 :
  - 3e de la course de l'Europe sur BPO
  - 3e de la Route du Café (Le Havre-Carthagene) sur Banque Populaire, en 17 j 1 h 26 min
- 1995 :
  - 3e de la course de l'Europe sur Banque Populaire
  - 2e de la Transat Jacques-Vabre (Le Havre-Carthagene) avec Jacques Vincent, sur Banque Populaire, en 14 j 13 h 1 min
- 1996 :
  - 5e du Championnat ORMA
  - 2e de la Transat Québec-Saint-Malo
- 1997 :
  - 4e de la Transat Jacques-Vabre (Le Havre-Carthagene) avec Roland Jourdain, sur Banque Populaire, en 16 j 1 h 8 min
  - 2e du Grand Prix du Port de Fécamp
  - 4e dans la Course de l'Europe
- 1998 :
  - 6e de la Route du Rhum sur Banque Populaire, en 13 j 13 h 41 min 30 s
  - 2e de la Route des Phares
  - 3e du Grand prix de la Trinité-sur-Mer
- 2000 : vainqueur de la Transat anglaise (Transat Europe 1 Newman Star), sur Eure-et-Loir. (Record de la course en 9 j 23 h 21 min)
- 2001 :
  - vainqueur de la 76e Fastnet Race sur Eure-et-Loir
  - tour de l'île de Wight (Round the Island Race), vainqueur du Freedom Challenge Bowl sur Dexia Eure-et-Loir et record du Tour de l'île de Wight en 3 heures 8 minutes 29 secondes (en cours)
- 2002 : abandon dans la Route du Rhum 2002 pour cause de chavirage de Eure & Loir - Lorénove
- 2003 : vainqueur du Tour de l'île de Wight (Round the Island Race) (classe Multihull - Grand Prix), sur Idec Eure-et-Loir
- 2004 : vainqueur du Tour de l'île de Wight (Round the Island Race) (classe Multihull - Grand Prix) sur Idec
- 2009 : tour de l'île de Wight (Round the Island Race) : vainqueur du Freedom Challenge Bowl sur IDEC
- 2010 :
  - vainqueur du Tour de l'île de Wight (Round the Island Race) (classe Multihull - Grand Prix) sur IDEC, (équipage : Christophe Houdet, Rodney Pattison, Bertrand Cudenec et Roger Gianovelli)
  - 2e sur 9, de la Route du Rhum - La Banque Postale sur IDEC, en 9 j 13 h 50 min 48 s ; 2e au classement général sur 85 inscrits
- 2014 : 6e sur 8, de la Route du Rhum - Destination Guadeloupe sur Idec Sport, en 9 j 4 h 42 min 4 s ; 6e au classement général sur 91 inscrits
- 2018 : vainqueur de la Route du Rhum - Destination Guadeloupe sur IDEC Sport, en 7 j 14 h 21 min 47 s ; 123 inscrits dans la course dont 6 Ultime
- 2022 : 4e sur 8, de la Route du Rhum - Destination Guadeloupe en classe Ultime, sur IDEC Sport, en 8 j 13 h 41 min 40 s ; 4e au classement général sur 138 inscrits

### Distinctions personnelles
Depuis 2008, Francis Joyon est chevalier de la Légion d'honneur,.